# غلاف جليدي
الغلاف الجليدي كل مناطق العالم المغطاة بالثلج أو الجليد أو التربة دائمة التجمد.

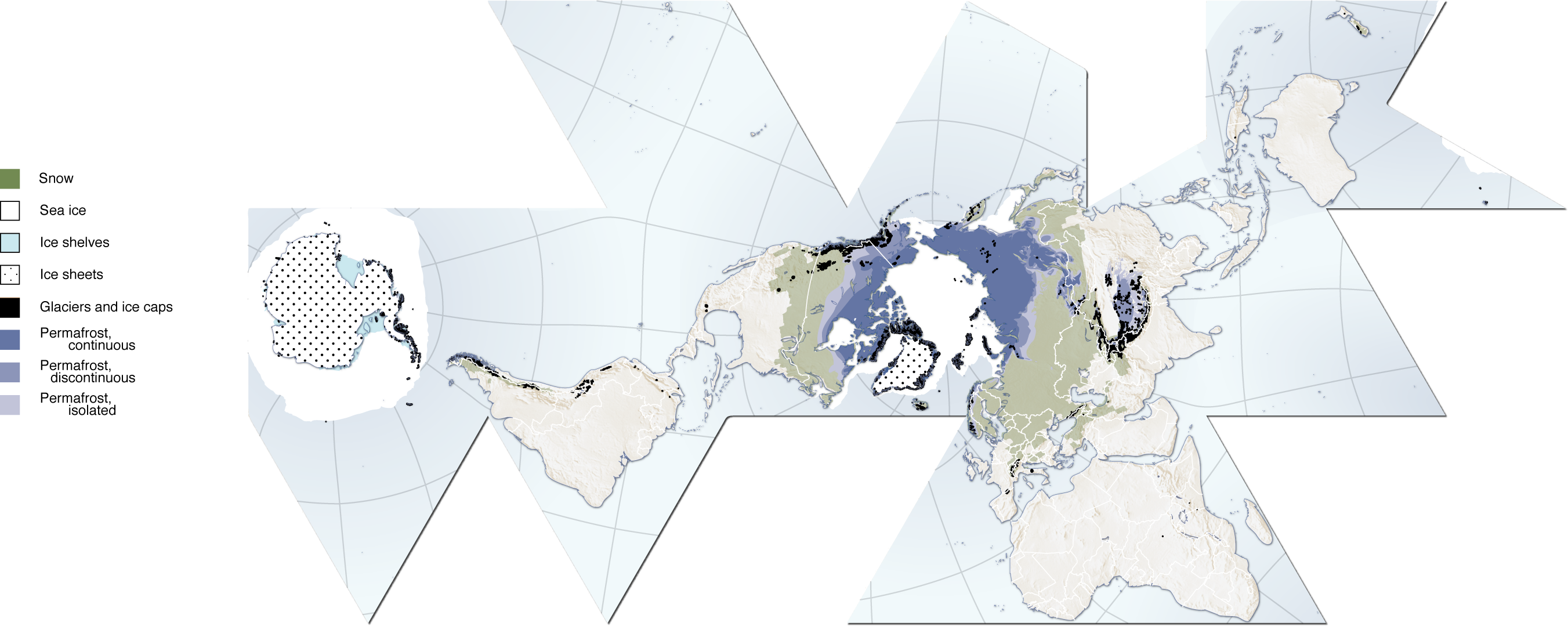
الطبقة المتجمدة ومكوناتها الأساسية.

الغلاف المتجمد هو مصطلح يصف أجزاء من سطح الأرض حيث يكون الماء في الحالة الصلبة
بما في ذلك الجليد البحري، وبحيرات الجليد، والنهر الجليدي والغطاء الثلجي والكتل الجليدية والقمم الثلجية والصفائح الجليدية، والأرض المتجمدة والتي تشمل التربة الصقيعية.
وبالتالي هناك تداخل واسع مع الغلاف المائي. والغلاف الجليدي هو جزء لا يتجزأ من النظام العالمي للمناخ وله روابط هامة بمجال الطاقة السطحية وتدفقات الرطوبة والسحب وهطول الأمطار، والهيدرولوجيا، والغلاف الجوي ودورة المحيطات .
من خلال هذه العمليات وردود الفعل يلعب الغلاف المتجمد دورا هاما في المناخ العالمي واستجابة نماذج المناخ إلى تغير المناخ العالمي

## البنية
تم العثور على المياه المجمدة على سطح الأرض في الأصل كغطاء ثلجي وجليد المياه العذبة في البحيرات والأنهار، والجليد البحري والكتل الجليدية الصفائح الجليدية والتربة الصقيعية ( الأرض المتجمدة بشكل دائم )
إن فترة بقاء كل هذه الأنواع من الغلاف المتجمد تختلف على نطاق واسع. فغطاء الثلوج وجليد المياه العذبة موسمي في الأساس، ومعظم الجليد البحري باستثناء الجليد في القطب الشمالي يبقى فقط بضع سنوات إذا لم يكن موسمياً.
وبالنظر إلى جزيء الماء في الكتل الجليدية والصفائح الجليدية أوجليد الأرض نجد أنها قد تظل مجمدة لفترة من 10-100000 سنة أو أكثر . أما الثلج العميق في أجزاء من شرق القارة القطبية الجنوبية قد يكون عمره تقترب من مليون سنة .
معظم الجليد الموجود في العالم موجود في القارة القطبية الجنوبية وبصورة رئيسية في الثلج في الصفائح الجليدية شرق القطب الجنوبي .
أما من حيث التوزيع المساحي فإن ثلوج شتاء النصف الشمالي للكرة الأرضية ورقعة الجليد تشكل المساحة الأكبر حيث يشكل 23% من النصف الشمالي في شهر يناير .
إن امتداد الرقعة المساحية للجليد والأدوار المناخية الهامة للثلوج والجليد والمتعلقة بخصائصهما الفريدة تشير إلى أن القدرة على ملاحظة نماذج معينة من امتدادات الأغطية الجليدية وسمكها وخصائصها الفيزيائية (الإشعاعية والحرارية) له أهمية خاصة في أبحاث المناخ .
هناك العديد من الخصائص الفيزيائية الأساسية للثلج والجليد التي تعادل تبادل الطاقة بين السطح والغلاف الجوي وأهم هذه الخصائص هي انعكاس السطح والقدرة على نقل الحرارة والقدرة على الانتقال من حالة لأخرى الحرارة الكامنة .
هذه الخصائص الفيزيائية جنبا إلى جنب مع خشونة السطح، والانبعاثية، وخصائص العزل الكهربائي لها آثار هامة على مراقبة الثلوج والجليد من الفضاء
على سبيل المثال، خشونة السطح غالبا ما يتكون العامل المسيطر في تحديد قوة التشتت الارتدادي الرإداري . الخصائص الفيزيائية مثل التركيب البلوري، والكثافة، وطول والمحتوى السائل في المياه من العوامل الهامة التي تؤثر على عمليات نقل الحرارة والمياه، ونثر من طاقة الميكروويف.
الخواص الفيزيائية مثل التركيب البلوري، والكثافة، والطول، والمحتوى السائل في المياه من العوامل الهامة التي تؤثر على عمليات نقل الحرارة والمياه، وتبدد طاقة الموجات القصيرة (الميكروويف) .
ان الانعكاس السطحي الناتج من الأشعة الشمسية مهم لاتزان الطاقة السطحية، وهي النسبة بين الأشعة المنعكسة إلى الأشعة الساقطة.وارتفاع هذه النسبة في الثلوج والجليد يسبب تحولات سريعة في انعكاسية السطح في الخريف والربيع في المناطق ذات خطوط العرض العليا.
الصيف والخريف هي أوقات يكون متوسط الغيوم فيها عالياً فوق المحيط المتجمد الشمالي حيث أن اتزان الطاقة السطحية يقل بشدة تبعاً للتغيرات الموسمية الكبيرة في الجليد البحري .
لاحظ جرويزمان أن الغطاء الجليدي أظهر التأثير الأكبر على التوازن الإشعاعي للأرض في فصل الربيع ( أبريل إلى مايو ) عندما كانت الأشعة الشمسية في أقصى ذروتها على المناطق المغطاة بالثلوج .
الخصائص الحرارية للعناصر الغلاف الجليدي لها أيضا عواقب مناخية هامة. فالثلوج والجليد لديهما معامل انتشار حراري أقل بكثير من الهواء. انتشارية الحراري هو مقياس لمدى السرعة التي يمكن أن تخترق بها موجات الحرارة أي مادة .
الغطاء الثلجي يعزل سطح الأرض أما الجليد البحري فيعزل أعماق المحيطات ويفصل سطح الغلاف الجوي فيما يتعلق بتدفقات الحرارة والرطوبة .
ويمكن القضاء على تدفق الرطوبة عن طريق طبقة رقيقة من الجليد في حين أن تدفق الحرارة خلال طبقة رقيقة من الجليد يبقى قوياً إلى أن نصل إلى طبقة ذات سمك 30 – 40 سم . ومع ذلك، فإن كمية صغيرة من الثلج على قمة الجليد تحد بشكل كبير من تدفق الحرارة وتبطئ معدل نمو الجليد .وقدرة الثلوج هذه على العزل لها آثار كبيرة على الدورة الهيدرولوجية. ففي المناطق الغير دائمة التجمد، يكون التأثير العازل للثلوج ذو تأثير على الأرض بالقرب من السطح فقط، أما المياه العميقة فتجري دون انقطاع .
وبينما تعمل الثلوج والجليد على حماية السطح من فقد كميات كبيرة من الطاقة، فإنها تعمل أيضا في إعاقة ارتفاع درجات الحرارة في فصلي الربيع والصيف بسبب الكمية الكبيرة من الطاقة اللازمة لإذابة الجليد (الحرارة الكامنة للانصهار). ومع ذلك، فإن الاستقرار القوي للغلاف الجوي فوق مناطق واسعة من الثلج أو الجليد يميل إلى حصر تأثير التبريد الفوري للطبقة ضحلة نسبيا.
إن دور الغطاء الثلجي في تحوير الرياح الموسمية ليس سوى مثال واحد من ردود فعل الغلاف الجليدي والمناخ قصيرة الأجل المتعلقة بسطح الأرض والغلاف الجوي . 
وآليات ردود الفعل المعنية غالبا ما تكون معقدة وغير مفهومة تماما. على سبيل المثال، أظهر كاري وآخرون أن ردود فعل البسيطة للجليد البحري وطاقة الاتزان السطحية تنتج تفاعلات معقدة تؤثر على ذوبان البرك، وسماكة الجليد والغطاء الثلجي وحجم الجليد البحري .

## الثلوج
الغطاء الثلجي يمثل ثاني أكبر مكونات الغلاف الجليدي مساحة بمتوسط مساحة يبلغ 47 مليون كيلومتر مربع . ومعظم المنطقة المغطاة بالثلوج من الأرض تقع في نصف الكرة الشمالي وتختلف المساحة تبعا لتغير فصول السنة حيث تتباين مساحة الغطاء الثلجي لنصف الكرة الشمالي من 46.5 مليون كيلومتر مربع في شهر يناير إلى 3.8 مليون كيلومتر مربع في أغسطس . 
ويمثل الغطاء الثلجي عنصر تخزين هام في الاتزان المائي خصوصا في مناطق التراكمات الثلجية الموسمية في المناطق الجبلية من العالم .على الرغم من قلة مساحتها إلا أن التراكمات الثلجية عندما تذوب تمثل المصدر الرئيسي لإعادة تدفق تيار المياه السطحي والمغذي للمياه الجوفية في مناطق خطوط العرض الوسطى.
وعلى سبيل المثال فإن أكثر من 85٪ من الجريان السطحي السنوي من حوض نهر كولورادو ينشأ من ذوبان الثلوج . إن المياه الناتجة من ذوبان الثلوج من أعالي الجبال تملأ الأنهار وتعيد تغذية خزانات المياه الجوفية التي يعتمد عليها أكثر من مليار نسمة كمصدر للمياه . 
ومن المتوقع أن يؤدي ارتفاع درجة حرارة المناخ في تغييرات كبيرة نسب الثلوج والأمطار، وعلى توقيت ذوبان الثلوج، والتي سيكون لها انعكاسات مهمة على استخدام المياه وإدارتها .

## الجليد البحري
يغطي الجليد البحري معظم مناطق البحار في القطبين ويتكون عن طريق تجمد مياه البحر .
وتظهر بيانات الأقمار الصناعية اختلافاً موسمياً وإقليميا وسنوياً في الجليد البحري لنصفي الكرة الأرضية .
هذا الاختلاف يكون أقل في النصف الشمالي حيث الطبيعة محكمة وخطوط العرض المرتفعة تتسبب في وجود الغطاء الثلجي بشكل دائم نسبياً .إن تغير سلوك الغطاء الجليدي يكون أكبر على المستوى الإقليمي أكثر مم هو عليه بين نصفي الكرة الأرضية .فعلى سبيل المثال في منطقة بحر أوخوتسك واليابان، انخفضت رقعة الغطاء الجليدي من 1.3 مليون كيلومتر مربع إلى 0.85 مليون كيلومتر مربع، أي بنسبة 35 % قبل أن يزيد في العام التالي إلى 1.2 مليون كيلومتر مربع .
والتقلبات الإقليمية في كل من نصفي الكرة الأرضية هي من هذا القبيل أي أنه في فترة عدة سنوات من سجلات الأقمار الصناعية تظهر بعض المناطق نقصاً في الغطاء الجليدي في حين أن مناطق أخرى تظهر زيادة مساحته .وتظهر سجلات الأقمار الصناعية بين عامي 1978 و 1995 أن جليد البحر القطبي الشمالي يتقلص بنسبة 2.7 % كل 10 سنوات . بينما يزيد جليد البحر القطبي الجنوبي بنسبة 1.3 % كل عشر سنوات .

## جليد البحيرات والأنهار
يتشكل الجليد في البحيرت والأنهار كرد فعل لبرودة الجو الموسمية .
وهناك سلسلة طويلة من عمليات الملاحظة والاستكشاف شكلت سجلا للمناخ ورصداً للنزعة إلى التجمد أو التفكك مما يوفر مؤشراً ملائماً ومحدد موسمياً على الاضطرابات المناخية .
المعلومات المتوفرة عن أحوال جليد الأنها أقل فائدة حيث أن تكونه يعتمد بشكل كبير على نظام تدفق النهر والذي يتأثر بدوره بهطول الأمطار وذوبان الثلوج فضلا عن كونه خاضع لتدخلات الإنسان الذي ربما يؤثر بشكل مباشر على تدفق المياه أو بشكل غير مباشر عبر نشاطات استخدام الأراضي .
إن تجمد البحيرات يعتمد على مخزون الحرارة في البحيرة وبالتالي على عمقها ومعد الحرارة في أي تدفق وطاقة المياه والهواء .وغالباً ما تكون المعلومات عن عمق البحيرة غير متوفرة .ويعتمد موعد تفكك طبقة الجليد على سمك الطبقة وكذلك كمية المياه العذبة المتدفقة أسفله .